# Bucher Emhart Glass
Die Bucher Emhart Glass mit Sitz in Steinhausen ist ein international tätiger Schweizer Hersteller von Glasformungs- und Prüfmaschinen sowie von Komponenten und Ersatzteilen für die Glasbehälterindustrie. Das Unternehmen verfügt in Europa, Nordamerika und Asien über insgesamt 15 Standorte in 11 Ländern und erwirtschaftete 2014 mit rund 1'060 Mitarbeitern einen Umsatz von ca. 300 Millionen Schweizer Franken. Seit 1998 ist Bucher Emhart Glass eine hundertprozentige Tochtergesellschaft von Bucher Industries.

## Geschichte
Das Unternehmen wurde 1912 in Hartfort in den Vereinigten Staaten unter dem Namen Hartford-Fairmont Company gegründet. Seine Mitgründer arbeiteten bereits seit 1902 an der Entwicklung von Maschinen zur Herstellung und Verarbeitung von Glasbehältern. 1922 entstand aus einem Unternehmenszusammenschluss das Hartford-Empire. Zwei Jahre später stellten Henry W. Ingle und Charles Goodwin Smith eine erste Glasblasmaschine sowie ein entsprechendes Verfahren fertig, das sie patentieren liessen. Die erste aus vier Sektionen bestehende so genannte IS-Maschine nahm 1927 ihren Betrieb auf. In den folgenden Jahrzehnten wurde die Technologie laufend weiterentwickelt. 
1951 wurde das Unternehmen in Emhart Manufacturing Company und später in Emhart Glass umbenannt. Im Jahr darauf expandierte Emhart Glass nach Europa, zunächst mit der Übernahme des schwedischen Maschinenherstellers Aktiebolaget Sundsvalls Verkstader. Der Standort Schweden entwickelte sich dabei zum wichtigsten Produktionsstandort für IS-Maschinen. Weitere Standorte wurden in der Schweiz, in Grossbritannien, Deutschland, Italien, Japan und Singapur eröffnet.
Nachdem Emhart Glass in den 1970er Jahren das erste elektronische Steuersystem entwickelt hatte, folgte 1980 die erste Inspektionsmaschine für Behälterglas. 1988 entschied das Unternehmen, seinen Hauptsitz in die Schweiz nach Zürich zu verlegen. Im April 1989 wurde Emhart Glass durch Black & Decker übernommen. 1998 folgte ein weiterer Besitzerwechsel mit der Übernahme durch Bucher Industries sowie die Sitzverlegung in den Kanton Zug. Seither bildet Emhart Glass innerhalb des Bucher-Konzerns eine eigenständige Division namens Bucher Emhart Glass.